# 516

## Родени
- Аталарих, крал на остготите в Италия. Внук на Теодорих Велики.